# Андреотти, Джулио
Джу́лио Андрео́тти (итал. Giulio Andreotti; 14 января 1919, Рим — 6 мая 2013, Рим) — итальянский политик, христианский демократ, неоднократно Председатель Совета министров Италии. Автор исторических и политологических исследований.

## Биография
Джулио Андреотти родился 14 января 1919 года в Риме в семье из Сеньи. Он рано потерял отца и единственную сестру Елену.
Андреотти обучался в классическом лицее «Висконти» и лицее «Торквато Тассо». Он хотел быть врачом, но обучение на медицинском факультете требовало постоянного посещения занятий, и он поступил на юридический факультет Римского университета Ла Сапиенца, чтобы иметь возможность подрабатывать и не обременять мать, получавшую маленькую пенсию. Окончил университет с отличием 10 ноября 1941 года.
Политическую карьеру начал ещё в стенах университета, став членом Университетской Федерации итальянских католических студентов. Это была единственная университетская ассоциация, разрешённая фашистским правительством, и многие члены этой федерации стали впоследствии лидерами Христианско-демократической партии. В июле 1939 года, когда Альдо Моро стал президентом Федерации, Андреотти стал редактором католического университетского журнала «Azione Fucina». После того как в 1942 году Альдо Моро был призван в армию, Андреотти сменил его на посту президента Федерации и занимал этот пост до 1944 года.
В юности страдал сильной мигренью, что заставляло его принимать психотропные препараты.
Во время Второй мировой войны Андреотти писал статьи для фашистского журнала «Rivista del Lavoro», но одновременно писал и для подпольной газеты «Il Popolo». В 1944 году он стал членом Национального совета ХДП. После окончания войны Андреотти стал ответственным за молодёжную организацию партии.
В 1946 году Андреотти был избран в Учредительное собрание Италии, которое разрабатывало конституцию страны. Его избрание было поддержано основателем ХДП Альчиде Де Гаспери, помощником которого Андреотти стал. В 1948 году Андреотти был избран в недавно сформированную Палату депутатов Италии, представляя в ней округ Рим-Латина-Витербо-Фрозиноне, депутатом которого он был до 1990-х годов.
Свою правительственную карьеру Андреотти начал 31 мая 1947 года, став секретарём аппарата совета министров. Этот пост он занимал в пяти кабинетах де Гаспери и в кабинете Джузеппе Пелла до 5 января 1954 года. На Андреотти были возложены многочисленные и обширные полномочия. Он в частности отвечал за возрождение итальянской киноиндустрии. Поскольку на него были возложены и обязанности, связанные со спортом, он способствовал возрождению Олимпийского комитета Италии. Заслуги Андреотти в развитии итальянского спорта были признаны 30 ноября 1958 года, когда он был единогласно назначен советом Национального олимпийского комитета председателем организационного комитета летних Олимпийских игр в Риме 1960 года. Много лет спустя, в 1990 году, Андреотти был награждён Золотым Олимпийским орденом, высшей наградой МОК.
В 1955—1976 годах возглавлял политический журнал «Concretezza», затем журнал «Trenta giorni».
18 января 1954 года был назначен министром внутренних дел в кабинете Аминторе Фанфани, но занимал этот пост лишь до начала февраля в связи с падением кабинета.
В 1955—1958 — министр финансов.
С июля 1958 года по февраль 1959 года — министр казначейства.
С 15 февраля 1959 года по 23 февраля 1966 года — министр обороны.
С 1966 по 1968 год — министр промышленности, торговли и ремесел.
С 17 февраля 1972 по 7 июля 1973 года и с 29 июля 1976 по 4 августа 1979 года — Председатель Совета министров Италии.
С 14 марта по 23 ноября 1974 года — министр обороны.
С 11 мая по 13 июня 1978 года — министр внутренних дел.
С 4 августа 1983 года — министр иностранных дел, занимал должность бессменно в нескольких правительствах.
В апреле 1984 года, в должности министра иностранных дел Италии, Андреотти посетил с официальным визитом Москву, провел переговоры с К. У. Черненко и А. А. Громыко. Этот визит, а также близкий по времени визит в Москву министра иностранных дел Великобритании Джеффри Хау, привёл к некоторому ослаблению напряженности в отношениях между СССР и Западом, после того, как эти отношения обострились до предела в ноябре 1983 года в результате размещения новых американских ядерных ракет в Европе и ответных шагов СССР.
С 22 июля 1989 года — Председатель Совета министров Италии.
19 июня 1991 года президент Италии Франческо Коссига сделал Андреотти пожизненным сенатором.
Последний премьерский срок Андреотти ознаменовался борьбой с коррупцией и контактами правительств с мафией, и 24 апреля 1992 года Андреотти ушёл в отставку. Поскольку после этого произошла перестройка всей политической жизни Италии, правительство Андреотти стало последним христианско-демократическим кабинетом Италии.
В 1993 году сам Андреотти был уличён в связях с мафией и вынужден был прекратить политическую деятельность.
В 2002 году после трёхлетнего процесса за связи с мафией и причастность к убийству журналиста Мино Пекорелли Андреотти был приговорён к 24 годам тюрьмы, но в следующем году освобождён.
В 2006 году его кандидатура выдвигалась сторонниками Берлускони на пост председателя Сената Италии, но Андреотти проиграл, и был избран Франко Марини.
Умер 6 мая 2013 года в Риме, похоронен на кладбище Кампо Верано.

## В культуре
В 2008 году о жизни Джулио Андреотти был снят художественный фильм «Изумительный» (реж. Паоло Соррентино).

## Награды
- Большой крест ордена Святой Агаты (1948, Сан-Марино)[3]

## Цитаты
- «Власть — это болезнь, излечиться от которой у человека нет желания».
- «Никогда не драматизируйте чрезмерно, всё можно исправить, сохраняйте определённую дистанцию от всего, важных вещей в жизни очень мало».

## Сочинения
- Ore 13: il Ministro deve morire. — Milano, Rizzoli, 1974.
- De Gasperi. Visto da vicino. — Milano, Rizzoli, 1986. ISBN 88-17-36010-4.
- СССР, увиденный вблизи: [От «холодной войны» до Горбачева]. — М.: Прогресс, 1989. — 389 с. ISBN 5-01-002574-4